# Ingo Proft
Ingo Proft (* 1981) ist ein deutscher römisch-katholischer Theologe und Ethiker.

## Leben
Ingo Proft studierte Katholische Theologie an der Philosophisch-Theologischen Hochschule Vallendar.
2005 legte er die Diplomprüfung in Katholischer Theologie ab. Seit 2005 ist Ingo Proft Koordinator und Geschäftsführer des Ethikrats konfessioneller Träger im Sozial- und Gesundheitswesen im Bistum Trier. Seit 2006 ist er wissenschaftlicher Mitarbeiter des Kardinal-Walter-Kasper-Instituts und des Ethik-Instituts der Philosophisch-Theologischen Hochschule Vallendar. 2010 promovierte er zum Thema „Heilung und Heil in Begegnung“ in Katholischer Theologie bei Heribert Niederschlag.
2010 wurde Proft Dozent für Moraltheologie an der Philosophisch-Theologischen Hochschule. Darüber hinaus war er vom Wintersemester 2014/15 bis zum Wintersemester 2016/17 Lehrbeauftragter für Moraltheologie und christliche Sozialethik an der Katholischen Hochschule Mainz.
In denselben Jahren habilitierte er sich an der Katholischen Fakultät Trier zum Thema „Leitbildprozesse im konfessionellen Krankenhaus“.
Seit dem Jahr 2016 ist er Leiter des Ethik-Instituts der Vinzenz Pallotti University.
Nach seiner Habilitation an der Katholischen Fakultät Trier 2017 wurde er zum außerplanmäßigen Professor für Theologische Ethik, Gesellschaft und Sozialwesen an der Philosophisch-Theologischen Hochschule Vallendar berufen sowie 2019 zum Lehrstuhlverwalter für Christliche Sozialwissenschaften an der Fakultät der Universität Trier ernannt. Ingo Proft ist Preisträger des Lorenz-Werthmann-Preises 2018/2019. Im Wintersemester 2019 absolvierte er das Forschungssemester "Scholar in Residence" am Regent College in Vancouver mit dem Forschungsthema "Christliche Wertevermittlung im säkularen Kontext". 2018 wurde Ingo Proft zum Vorsitzenden des Klinischen Ethikkomitees des Landeskrankenhauses RLP berufen und besetzte diese Position bis 2020. Am 8. Juni 2021 wurde Ingo Proft zum ordentlichen Professor für Ethik und soziale Verantwortung ernannt. Ingo Proft ist Mitglied des Trägerübergreifenden Ethikrates im Bistum Trier (2021–2025). Zudem bekleidet Ingo Proft ab dem Wintersemester 2021/22 das Amt des Dekans der Theologischen Fakultät der Philosophisch-Theologischen Hochschule Vallendar (ab Dezember 2021 umbenannt in Vinzenz Pallotti University). Im August 2022 wurde Ingo Proft zum stellvertretenden Vorsitzenden der Stiftung „Franziskanerbrüder vom Hl. Kreuz“ (Hausen) gewählt. Ebenso wurde er in diesem Jahr in den Stiftungsrat der Kardinal Walter Kasper Stiftung berufen. 2024 wurde Ingo Proft zudem in den Ethikbeirat des KKVD (Katholischer Krankenhausverband Deutschland e.V.) berufen.
Proft forscht über Sterbehilfe und assistierten Suizid, die ethische Bewertung des freiwilligen Verzichts auf Nahrung und Flüssigkeit, Leitbildprozesse in konfessionellen Krankenhäusern, Fragen der Gerechtigkeit im Kontext der „Nikomachischen Ethik und Sozialethik“ und kirchliche Sozialenzykliken.

## Veröffentlichungen (Auswahl)
- Wandel durch Partizipation. Personalentwicklung am Beispiel eines Tutorenprogramms, 2019.
- Wirtschaftliches Handeln in christlicher Verantwortung, Freiburg i.Br. 2020.
- Digitalisierung im Gesundheitswesen (Alexis Fritz, Christof Mandry, Ingo Proft, Josef Schuster) (Hg.), August 2021.
- Capability Approach im Krankenhaus.Impulse für einen christlichen Managementansatz, Ostfildern 2019.
- Heilung und Heil in Begegnung. Theologie im Dialog, Bd. 5, Freiburg i. Br. 2010.
- Epikie. Ein integratives Handlungsprinzip zur Verlebendigung von Leitbildern in konfessionellen Krankenhäusern. Ostfildern 2017.
- Wenn das Sterben (k)einen Sinn macht. Ethische Überlegungen zur Organspende. In: Niederschlag, H.; Proft, I. (Hg.), Wann ist der Mensch tot? Diskussion um Hirntod, Herztod und Ganztod. Ethische Herausforderungen in Medizin und Pflege 3, Ostfildern 2012, 77–105.
- Von der Würde oder dem „Mehrwert“ des Menschen. In: Niederschlag, Heribert (Hg.): Recht auf Selbstbestimmung? Vom Umgang mit den Grenzen des Lebens. Ethische Herausforderungen in Medizin und Pflege, 1, Ostfildern 2010, 95–112.
- Ars moriendi – Impulse für ein Leben vor dem Tod. In: Niederschlag, H.; Proft, I. (Hg.): Würde bis zuletzt. Medizinische, pflegerische und ethische Herausforderungen am Lebensende. Ethische Herausforderungen in Medizin und Pflege 5, Ostfildern 2014, 111–122.